# アルマリク (ウズベキスタン)
アルマリク（ウズベク語: Olmaliq ,Олмалиқ、露: Алмалык）はウズベキスタンタシュケント州の都市である。首都タシュケントより65km南東にある。推定人口11万人。

## 概要
アルマリクはソビエト連邦の統治下にあった1951年に石炭、鉛、亜鉛、金、銀、モリブデン、重晶石、銅、カドミウム が獲れる鉱山都市として設立された。都市名は「リンゴの谷」という意味を持ち、中世にシルクロードの交易路の拠点として栄えた同名の都市に由来する。
今日では1949年より操業を行なっている JSCアルマリクMMC (Almalyk Mining And Metallurgical Complex Public Joint Stock Company, 通称：Uzmetkombinat - ウズメトコンビナート) という会社が市に巨大な金属精錬施設や関連施設を建設して精錬事業を行なっており、ウズベキスタン、さらには中央アジアにおいて有数の鉱山・冶金企業となっている。
アルマリクは精錬事業により土壌汚染や大気汚染が拡大しており、地球上で最も金属汚染が進んでいる場所の一つである。空気中には高濃度の硫酸蒸気が含まれ、土壌には何百トンにもなる有毒廃棄物が捨てられている。ウズベキスタン政府は工場の閉鎖要求に対し、「工場は市の住民25,000人を雇用し、市周辺経済において高い割合を占めている。また、国家輸出額において大きな割合を占めているため国家経済上閉鎖はできない」と返答している。しかし、2005年1月に政府は2010年を目標に市周辺地域の環境改善を行う予定であると発表した。空気汚染、土壌汚染の改善には4000万ドルが必要であると試算されている。

## 人口構成
ウズベク人が60％を占める。他の40％の民族の割合は多い順に、ロシア人、ウクライナ人、ベラルーシ人、タタール人、朝鮮民族系統の高麗人である。

## スポーツ
2004年に設立され、サッカーのウズベク・リーグに参加しているFCアルマリクが本拠地としている。

## 出身人物
- ゲオルギー・アグザモフ (1954-1986) - チェスのグランドマスター
- ドミトリー・ハラチャン（英語版） (1960- ) - 俳優、現在はロシア国籍
- エラ・パンフィロワ - ロシアの政治家